# رموز البلدان ت

## تايوان
| أيزو 3166-1 رقمي 158                                         | أيزو 3166-1 حرفي-3 TWN                            | أيزو 3166-1 حرفي-2 TW                              | رمز مطار منظمة الطيران المدني الدولي بادئة(es) RC         |
| قائمة مفاتيح الهاتف لدول العالم +886                         | قائمة رموز بلدان اللجنة الأولمبية الدولية TPE     | النطاق الأعلى في ترميز الدولة .tw                  | منظمة الطيران المدني الدولي تسجيل الطائرات. بادئة (es) B- |
| الهوية الدولية لمشترك الجوال رمز البلد في الهاتف المحمول 466 | قائمة رموز أعضاء حلف الناتو رمز من ثلاثة حروف TWN | قائمة رموز أعضاء حلف الناتو رمز من حرفين (قديم) TW | مكتبة الكونغرس مارك (نظام فهرسة) CH                       |
| أرقام الهوية البحرية 416                                     | قائمة رموز الاتحاد الدولي للاتصالات —             | رموز معايير معالجة المعلومات الفيدرالية TW         | رمز تسجيل المركبات الدولي RC                              |
| GTIN بادئة (es) 471                                          | رمز برنامج الأمم المتحدة الإنمائي —               | المنظمة العالمية للأرصاد الجوية رمز البلد TW       | بادئة نداء الاتحاد الدولي للاتصالات —                     |

| * | Some codes are assigned to تايوان or تايوان، الصين, while some are assigned to the تايوان. See also تايبيه الصينية, الوضع السياسي في تايوان and الصين والأمم المتحدة. |

## طاجيكستان
| أيزو 3166-1 رقمي 762                                         | أيزو 3166-1 حرفي-3 TJK                            | أيزو 3166-1 حرفي-2 TJ                              | رمز مطار منظمة الطيران المدني الدولي بادئة(es) UT          |
| قائمة مفاتيح الهاتف لدول العالم +992                         | قائمة رموز بلدان اللجنة الأولمبية الدولية TJK     | النطاق الأعلى في ترميز الدولة .tj                  | منظمة الطيران المدني الدولي تسجيل الطائرات. بادئة (es) EY- |
| الهوية الدولية لمشترك الجوال رمز البلد في الهاتف المحمول 436 | قائمة رموز أعضاء حلف الناتو رمز من ثلاثة حروف TJK | قائمة رموز أعضاء حلف الناتو رمز من حرفين (قديم) TI | مكتبة الكونغرس مارك (نظام فهرسة) TA                        |
| أرقام الهوية البحرية —                                       | قائمة رموز الاتحاد الدولي للاتصالات TJK           | رموز معايير معالجة المعلومات الفيدرالية TI         | رمز تسجيل المركبات الدولي TJ                               |
| GTIN بادئة (es) 488                                          | رمز برنامج الأمم المتحدة الإنمائي TAJ             | المنظمة العالمية للأرصاد الجوية رمز البلد TZ       | بادئة نداء الاتحاد الدولي للاتصالات EYA-EYZ                |

## تنزانيا
| أيزو 3166-1 رقمي 834                                         | أيزو 3166-1 حرفي-3 TZA                            | أيزو 3166-1 حرفي-2 TZ                              | رمز مطار منظمة الطيران المدني الدولي بادئة(es) HT          |
| قائمة مفاتيح الهاتف لدول العالم +255                         | قائمة رموز بلدان اللجنة الأولمبية الدولية TAN     | النطاق الأعلى في ترميز الدولة .tz                  | منظمة الطيران المدني الدولي تسجيل الطائرات. بادئة (es) 5H- |
| الهوية الدولية لمشترك الجوال رمز البلد في الهاتف المحمول 640 | قائمة رموز أعضاء حلف الناتو رمز من ثلاثة حروف TZN | قائمة رموز أعضاء حلف الناتو رمز من حرفين (قديم) TZ | مكتبة الكونغرس مارك (نظام فهرسة) TZ                        |
| أرقام الهوية البحرية 674, 677                                | قائمة رموز الاتحاد الدولي للاتصالات TZA           | رموز معايير معالجة المعلومات الفيدرالية TZ         | رمز تسجيل المركبات الدولي EAT                              |
| GTIN بادئة (es) 620                                          | رمز برنامج الأمم المتحدة الإنمائي URT             | المنظمة العالمية للأرصاد الجوية رمز البلد TN       | بادئة نداء الاتحاد الدولي للاتصالات 5HA-5IZ                |

## تايلاند
| أيزو 3166-1 رقمي 764                                         | أيزو 3166-1 حرفي-3 THA                            | أيزو 3166-1 حرفي-2 TH                              | رمز مطار منظمة الطيران المدني الدولي بادئة(es) VT          |
| قائمة مفاتيح الهاتف لدول العالم +66                          | قائمة رموز بلدان اللجنة الأولمبية الدولية THA     | النطاق الأعلى في ترميز الدولة .th                  | منظمة الطيران المدني الدولي تسجيل الطائرات. بادئة (es) HS- |
| الهوية الدولية لمشترك الجوال رمز البلد في الهاتف المحمول 520 | قائمة رموز أعضاء حلف الناتو رمز من ثلاثة حروف THA | قائمة رموز أعضاء حلف الناتو رمز من حرفين (قديم) TH | مكتبة الكونغرس مارك (نظام فهرسة) TH                        |
| أرقام الهوية البحرية 567                                     | قائمة رموز الاتحاد الدولي للاتصالات THA           | رموز معايير معالجة المعلومات الفيدرالية TH         | رمز تسجيل المركبات الدولي T                                |
| GTIN بادئة (es) 885                                          | رمز برنامج الأمم المتحدة الإنمائي THA             | المنظمة العالمية للأرصاد الجوية رمز البلد TH       | بادئة نداء الاتحاد الدولي للاتصالات E2A-E2Z, HSA-HSZ       |

## تيمور الشرقية
| أيزو 3166-1 رقمي 626                                         | أيزو 3166-1 حرفي-3 TLS                            | أيزو 3166-1 حرفي-2 TL                              | رمز مطار منظمة الطيران المدني الدولي بادئة(es) WP        |
| قائمة مفاتيح الهاتف لدول العالم +670                         | قائمة رموز بلدان اللجنة الأولمبية الدولية TLS     | النطاق الأعلى في ترميز الدولة .tl                  | منظمة الطيران المدني الدولي تسجيل الطائرات. بادئة (es) — |
| الهوية الدولية لمشترك الجوال رمز البلد في الهاتف المحمول 514 | قائمة رموز أعضاء حلف الناتو رمز من ثلاثة حروف TLS | قائمة رموز أعضاء حلف الناتو رمز من حرفين (قديم) TM | مكتبة الكونغرس مارك (نظام فهرسة) EM                      |
| أرقام الهوية البحرية —                                       | قائمة رموز الاتحاد الدولي للاتصالات TMP           | رموز معايير معالجة المعلومات الفيدرالية TT         | رمز تسجيل المركبات الدولي TL (unofficial)                |
| GTIN بادئة (es) —                                            | رمز برنامج الأمم المتحدة الإنمائي TIM             | المنظمة العالمية للأرصاد الجوية رمز البلد TM       | بادئة نداء الاتحاد الدولي للاتصالات 4WA-4WZ              |

## توغو
| أيزو 3166-1 رقمي 768                                         | أيزو 3166-1 حرفي-3 TGO                            | أيزو 3166-1 حرفي-2 TG                              | رمز مطار منظمة الطيران المدني الدولي بادئة(es) DX          |
| قائمة مفاتيح الهاتف لدول العالم +228                         | قائمة رموز بلدان اللجنة الأولمبية الدولية TOG     | النطاق الأعلى في ترميز الدولة .tg                  | منظمة الطيران المدني الدولي تسجيل الطائرات. بادئة (es) 5V- |
| الهوية الدولية لمشترك الجوال رمز البلد في الهاتف المحمول 615 | قائمة رموز أعضاء حلف الناتو رمز من ثلاثة حروف TGO | قائمة رموز أعضاء حلف الناتو رمز من حرفين (قديم) TO | مكتبة الكونغرس مارك (نظام فهرسة) TG                        |
| أرقام الهوية البحرية 671                                     | قائمة رموز الاتحاد الدولي للاتصالات TGO           | رموز معايير معالجة المعلومات الفيدرالية TO         | رمز تسجيل المركبات الدولي TG                               |
| GTIN بادئة (es) —                                            | رمز برنامج الأمم المتحدة الإنمائي TOG             | المنظمة العالمية للأرصاد الجوية رمز البلد TG       | بادئة نداء الاتحاد الدولي للاتصالات 5VA-5VZ                |

## توكيلاو
| أيزو 3166-1 رقمي 772                                         | أيزو 3166-1 حرفي-3 TKL                            | أيزو 3166-1 حرفي-2 TK                              | رمز مطار منظمة الطيران المدني الدولي بادئة(es) —           |
| قائمة مفاتيح الهاتف لدول العالم +690                         | قائمة رموز بلدان اللجنة الأولمبية الدولية —       | النطاق الأعلى في ترميز الدولة .tk                  | منظمة الطيران المدني الدولي تسجيل الطائرات. بادئة (es) ZK- |
| الهوية الدولية لمشترك الجوال رمز البلد في الهاتف المحمول 530 | قائمة رموز أعضاء حلف الناتو رمز من ثلاثة حروف TKL | قائمة رموز أعضاء حلف الناتو رمز من حرفين (قديم) TL | مكتبة الكونغرس مارك (نظام فهرسة) TL                        |
| أرقام الهوية البحرية —                                       | قائمة رموز الاتحاد الدولي للاتصالات TKL           | رموز معايير معالجة المعلومات الفيدرالية TL         | رمز تسجيل المركبات الدولي —                                |
| GTIN بادئة (es) —                                            | رمز برنامج الأمم المتحدة الإنمائي TOK             | المنظمة العالمية للأرصاد الجوية رمز البلد TK       | بادئة نداء الاتحاد الدولي للاتصالات —                      |

## تونغا
| أيزو 3166-1 رقمي 776                                         | أيزو 3166-1 حرفي-3 TON                            | أيزو 3166-1 حرفي-2 TO                              | رمز مطار منظمة الطيران المدني الدولي بادئة(es) NFT         |
| قائمة مفاتيح الهاتف لدول العالم +676                         | قائمة رموز بلدان اللجنة الأولمبية الدولية TGA     | النطاق الأعلى في ترميز الدولة .to                  | منظمة الطيران المدني الدولي تسجيل الطائرات. بادئة (es) A3- |
| الهوية الدولية لمشترك الجوال رمز البلد في الهاتف المحمول 539 | قائمة رموز أعضاء حلف الناتو رمز من ثلاثة حروف TON | قائمة رموز أعضاء حلف الناتو رمز من حرفين (قديم) TN | مكتبة الكونغرس مارك (نظام فهرسة) TO                        |
| أرقام الهوية البحرية 570                                     | قائمة رموز الاتحاد الدولي للاتصالات TON           | رموز معايير معالجة المعلومات الفيدرالية TN         | رمز تسجيل المركبات الدولي TO (unofficial)                  |
| GTIN بادئة (es) —                                            | رمز برنامج الأمم المتحدة الإنمائي TON             | المنظمة العالمية للأرصاد الجوية رمز البلد TO       | بادئة نداء الاتحاد الدولي للاتصالات A3A-A3Z                |

## ترينيداد وتوباغو
| أيزو 3166-1 رقمي 780                                         | أيزو 3166-1 حرفي-3 TTO                            | أيزو 3166-1 حرفي-2 TT                              | رمز مطار منظمة الطيران المدني الدولي بادئة(es) TT          |
| قائمة مفاتيح الهاتف لدول العالم +1 868                       | قائمة رموز بلدان اللجنة الأولمبية الدولية TRI     | النطاق الأعلى في ترميز الدولة .tt                  | منظمة الطيران المدني الدولي تسجيل الطائرات. بادئة (es) 9Y- |
| الهوية الدولية لمشترك الجوال رمز البلد في الهاتف المحمول 374 | قائمة رموز أعضاء حلف الناتو رمز من ثلاثة حروف TTO | قائمة رموز أعضاء حلف الناتو رمز من حرفين (قديم) TD | مكتبة الكونغرس مارك (نظام فهرسة) TR                        |
| أرقام الهوية البحرية 362                                     | قائمة رموز الاتحاد الدولي للاتصالات TRD           | رموز معايير معالجة المعلومات الفيدرالية TD         | رمز تسجيل المركبات الدولي TT                               |
| GTIN بادئة (es) —                                            | رمز برنامج الأمم المتحدة الإنمائي TRI             | المنظمة العالمية للأرصاد الجوية رمز البلد TD       | بادئة نداء الاتحاد الدولي للاتصالات 9YA-9ZZ                |

## تونس
| أيزو 3166-1 رقمي 788                                         | أيزو 3166-1 حرفي-3 TUN                            | أيزو 3166-1 حرفي-2 TN                              | رمز مطار منظمة الطيران المدني الدولي بادئة(es) DT          |
| قائمة مفاتيح الهاتف لدول العالم +216                         | قائمة رموز بلدان اللجنة الأولمبية الدولية TUN     | النطاق الأعلى في ترميز الدولة .tn                  | منظمة الطيران المدني الدولي تسجيل الطائرات. بادئة (es) TS- |
| الهوية الدولية لمشترك الجوال رمز البلد في الهاتف المحمول 605 | قائمة رموز أعضاء حلف الناتو رمز من ثلاثة حروف TUN | قائمة رموز أعضاء حلف الناتو رمز من حرفين (قديم) TS | مكتبة الكونغرس مارك (نظام فهرسة) TI                        |
| أرقام الهوية البحرية 672                                     | قائمة رموز الاتحاد الدولي للاتصالات TUN           | رموز معايير معالجة المعلومات الفيدرالية TS         | رمز تسجيل المركبات الدولي TN                               |
| GTIN بادئة (es) 619                                          | رمز برنامج الأمم المتحدة الإنمائي TUN             | المنظمة العالمية للأرصاد الجوية رمز البلد TS       | بادئة نداء الاتحاد الدولي للاتصالات 3VA-3VZ, TSA-TSZ       |

## تركيا
| أيزو 3166-1 رقمي 792                                         | أيزو 3166-1 حرفي-3 TUR                            | أيزو 3166-1 حرفي-2 TR                              | رمز مطار منظمة الطيران المدني الدولي بادئة(es) LT          |
| قائمة مفاتيح الهاتف لدول العالم +90                          | قائمة رموز بلدان اللجنة الأولمبية الدولية TUR     | النطاق الأعلى في ترميز الدولة .tr                  | منظمة الطيران المدني الدولي تسجيل الطائرات. بادئة (es) TC- |
| الهوية الدولية لمشترك الجوال رمز البلد في الهاتف المحمول 286 | قائمة رموز أعضاء حلف الناتو رمز من ثلاثة حروف TUR | قائمة رموز أعضاء حلف الناتو رمز من حرفين (قديم) TU | مكتبة الكونغرس مارك (نظام فهرسة) TU                        |
| أرقام الهوية البحرية 271                                     | قائمة رموز الاتحاد الدولي للاتصالات TUR           | رموز معايير معالجة المعلومات الفيدرالية TU         | رمز تسجيل المركبات الدولي TR                               |
| GTIN بادئة (es) 868-869                                      | رمز برنامج الأمم المتحدة الإنمائي TUR             | المنظمة العالمية للأرصاد الجوية رمز البلد TU       | بادئة نداء الاتحاد الدولي للاتصالات TAA-TCZ, YMA-YMZ       |

## تركمانستان
| أيزو 3166-1 رقمي 795                                         | أيزو 3166-1 حرفي-3 TKM                            | أيزو 3166-1 حرفي-2 TM                              | رمز مطار منظمة الطيران المدني الدولي بادئة(es) UT          |
| قائمة مفاتيح الهاتف لدول العالم +993                         | قائمة رموز بلدان اللجنة الأولمبية الدولية TKM     | النطاق الأعلى في ترميز الدولة .tm                  | منظمة الطيران المدني الدولي تسجيل الطائرات. بادئة (es) EZ- |
| الهوية الدولية لمشترك الجوال رمز البلد في الهاتف المحمول 438 | قائمة رموز أعضاء حلف الناتو رمز من ثلاثة حروف TKM | قائمة رموز أعضاء حلف الناتو رمز من حرفين (قديم) TX | مكتبة الكونغرس مارك (نظام فهرسة) TK                        |
| أرقام الهوية البحرية 434                                     | قائمة رموز الاتحاد الدولي للاتصالات TKM           | رموز معايير معالجة المعلومات الفيدرالية TX         | رمز تسجيل المركبات الدولي TM                               |
| GTIN بادئة (es) —                                            | رمز برنامج الأمم المتحدة الإنمائي TUK             | المنظمة العالمية للأرصاد الجوية رمز البلد TR       | بادئة نداء الاتحاد الدولي للاتصالات EZA-EZZ                |

## جزر توركس وكايكوس
| أيزو 3166-1 رقمي 796                                         | أيزو 3166-1 حرفي-3 TCA                            | أيزو 3166-1 حرفي-2 TC                              | رمز مطار منظمة الطيران المدني الدولي بادئة(es) MB            |
| قائمة مفاتيح الهاتف لدول العالم +1 649                       | قائمة رموز بلدان اللجنة الأولمبية الدولية —       | النطاق الأعلى في ترميز الدولة .tc                  | منظمة الطيران المدني الدولي تسجيل الطائرات. بادئة (es) VQ-T- |
| الهوية الدولية لمشترك الجوال رمز البلد في الهاتف المحمول 376 | قائمة رموز أعضاء حلف الناتو رمز من ثلاثة حروف TCA | قائمة رموز أعضاء حلف الناتو رمز من حرفين (قديم) TK | مكتبة الكونغرس مارك (نظام فهرسة) TC                          |
| أرقام الهوية البحرية 364                                     | قائمة رموز الاتحاد الدولي للاتصالات TCA           | رموز معايير معالجة المعلومات الفيدرالية TK         | رمز تسجيل المركبات الدولي —                                  |
| GTIN بادئة (es) —                                            | رمز برنامج الأمم المتحدة الإنمائي TCI             | المنظمة العالمية للأرصاد الجوية رمز البلد TI       | بادئة نداء الاتحاد الدولي للاتصالات —                        |

## توفالو
| أيزو 3166-1 رقمي 798                                         | أيزو 3166-1 حرفي-3 TUV                            | أيزو 3166-1 حرفي-2 TV                              | رمز مطار منظمة الطيران المدني الدولي بادئة(es) NGF         |
| قائمة مفاتيح الهاتف لدول العالم +688                         | قائمة رموز بلدان اللجنة الأولمبية الدولية TUV     | النطاق الأعلى في ترميز الدولة .tv                  | منظمة الطيران المدني الدولي تسجيل الطائرات. بادئة (es) T2- |
| الهوية الدولية لمشترك الجوال رمز البلد في الهاتف المحمول 553 | قائمة رموز أعضاء حلف الناتو رمز من ثلاثة حروف TUV | قائمة رموز أعضاء حلف الناتو رمز من حرفين (قديم) TV | مكتبة الكونغرس مارك (نظام فهرسة) TV                        |
| أرقام الهوية البحرية 572                                     | قائمة رموز الاتحاد الدولي للاتصالات TUV           | رموز معايير معالجة المعلومات الفيدرالية TV         | رمز تسجيل المركبات الدولي TUV (unofficial)                 |
| GTIN بادئة (es) —                                            | رمز برنامج الأمم المتحدة الإنمائي TUV             | المنظمة العالمية للأرصاد الجوية رمز البلد TV       | بادئة نداء الاتحاد الدولي للاتصالات T2A-T2Z                |